# Bnińscy herbu Łodzia

łodzia (herb szlachecki)

Bnińscy – znana wielkopolska rodzina magnacka pochodząca z Bnina pod Poznaniem (komesowie na Bninie), pieczętująca się herbem Łodzia. W Samostrzelu zachował się pałac rodziny Bnińskich.
Po rozbiorach kraju Bnińscy skutkiem działów otrzymali klucze: ostropolski na Wołyniu i zbarażski na Ukrainie.
W 1798 Łukasz Bniński otrzymał pruski tytuł hrabiowski.
Bocznymi gałęziami rodu byli Moszyńscy (Mosińscy) z Bnina i Opalińscy.

## Przedstawiciele rodu
- Adolf Rafał Bniński
- Aleksander Stanisław Bniński
- Andrzej Bniński
- Konstanty Bniński
- Łukasz Bniński
- Piotr Bniński
- Ignacy Rupert Bniński
- Stanisław Bniński (zm. 1802)
- Piotr z Bnina i Opalenicy (zm. 1466)
- Maciej z Bnina Moszyński
- Piotr z Bnina Moszyński